# Bactria rhopalocera
Bactria rhopalocera är en tvåvingeart som först beskrevs av Karsch 1888.  Bactria rhopalocera ingår i släktet Bactria och familjen rovflugor.
Artens utbredningsområde är Tanzania. Inga underarter finns listade i Catalogue of Life.